# Ga Bang Sue MRT
Ga Bang Sue MRT (tiếng Thái: สถานีบางซื่อ, phát âm [sā.tʰǎː.nīː bāːŋ sɯ̂ː]; mã BL11) là một ga tàu điện Bangkok MRT trên Tuyến MRT Xanh Dương, nằm gần Ga nút giao Bang Sue, Băng Cốc. Nó kết nối với Tuyến SRT Đỏ Đậm và Tuyến SRT Đỏ Nhạt tại Ga trung tâm Krung Thep Aphiwat nằm ở tầng trên. Biểu tượng của nó là màu xanh dương.
Bang Sue là trạm cuối của Tuyến MRT Xanh Dương giữa năm 2004 và 2017.

## Bố trí ga
Biểu tượng của nó là màu xanh dương Nó là nhà ga ngầm dài 226m và sâu 12m.
Trước tháng 8 năm 2017, ga Bang Sue chỉ có một sân ga. Hiện nay, phần mở rộng toàn bộ đến Ga Tha Phra đã đi vào hoạt động và hai ke ga được sử dụng tại đây.
Ke ga 1 dịch vụ đi đến Ga Lak Song thông qua Phahon Yothin và Hua Lamphong. 
Ke ga 2 dịch vụ đi đến Ga Tha Phra thông qua Tao Poon.

## Xe buýt kết nối
- 50 (Cầu Rama VII - công viên Lumphini)
- 52 (Pak Kret - Ga Bang Sue MRT)
- 65 (Chùa Nonthaburi Pak Nam - Sanam Luang)
- 67 (Ga SRT Wat Samian Nari - Central Plaza Rama III)
- 70 (Làng Pracha Niwet 3 - Sanam Luang)
- 97 (Bộ Y tế Công đồng - Priest Hospital) (BMTA Ordinary Bus / Private Jointed Bus / Thaismile Bus)
- 97 (Bộ Y tế Công đồng - Tượng đài Chiến thắng) (BMTA Air-Con Bus)
- 1-33 (Bang Khen - Ga Bang Sue MRT)
- 2-17 (112 Old) (Ga Bang Sue MRT - Nút giao Pracha Nukul - Đại học Kasetsart) (Tuyến vòng)

## Địa danh xung quanh
- Ga trung tâm Krung Thep Aphiwat
- SCG